# Napola

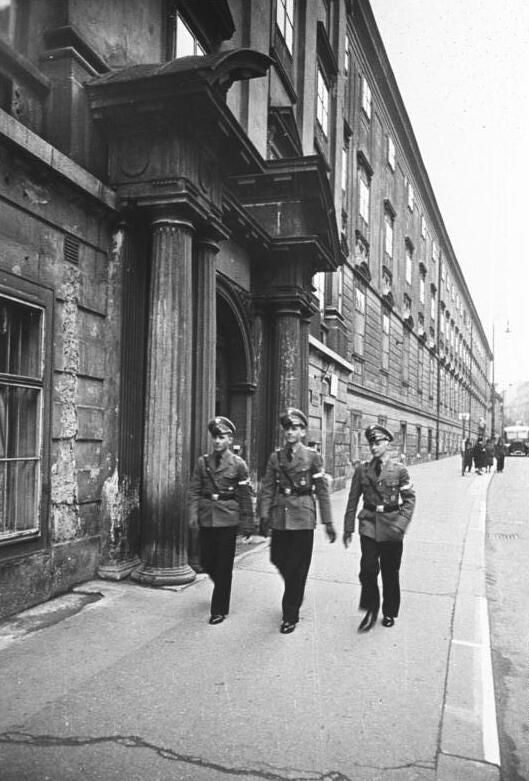
Entrada de una Napola en Viena.

Las Nationalpolitische Erziehungsanstalten (pronunciación en alemán: /nat͡si̯oˈnaːlpoˌlitɪʃə ɛɐ̯ˈt͡siːʊŋsˌʔanʃtaltn̩/, «Escuela Política Nacional»), abreviadas oficialmente NPEA y oficiosamente Napola, fueron internados de enseñanza secundaria de las Juventudes Hitlerianas que desde 1933 actuaron como "centros de educación para la sociedad". El asistir a esta escuela permitía un ingreso posterior en la universidad. Eran similares a las escuelas de Adolf Hitler (Adolf Hitler Schulen, AHS) y las SS-Junkerschulen, escuelas de élite para la formación de los futuros líderes nacionalsocialistas. En total hubo 38 Napola para jóvenes varones.

## Objetivo
La tarea principal de las NPEA fue la "educación de los nacionalsocialistas, eficientes en cuerpo y alma para el servicio al pueblo y al estado". Los alumnos que asistían a estas escuelas estaban destinados a convertirse en los futuros líderes de Alemania, ya fuera en el ámbito político, en el administrativo o en el militar. Hasta el comienzo de la Segunda Guerra Mundial, el 1 de septiembre de 1939, las Napola sirvieron como escuelas preparatorias de élite con acento político en el marco del sistema general de educación superior. Durante la guerra, se convirtieron cada vez más en escuelas preparatorias para entrar en la Wehrmacht y Waffen-SS. De acuerdo con su naturaleza única, las escuelas Napola operaban por separado de todas las demás escuelas secundarias alemanas.

## Funcionamiento

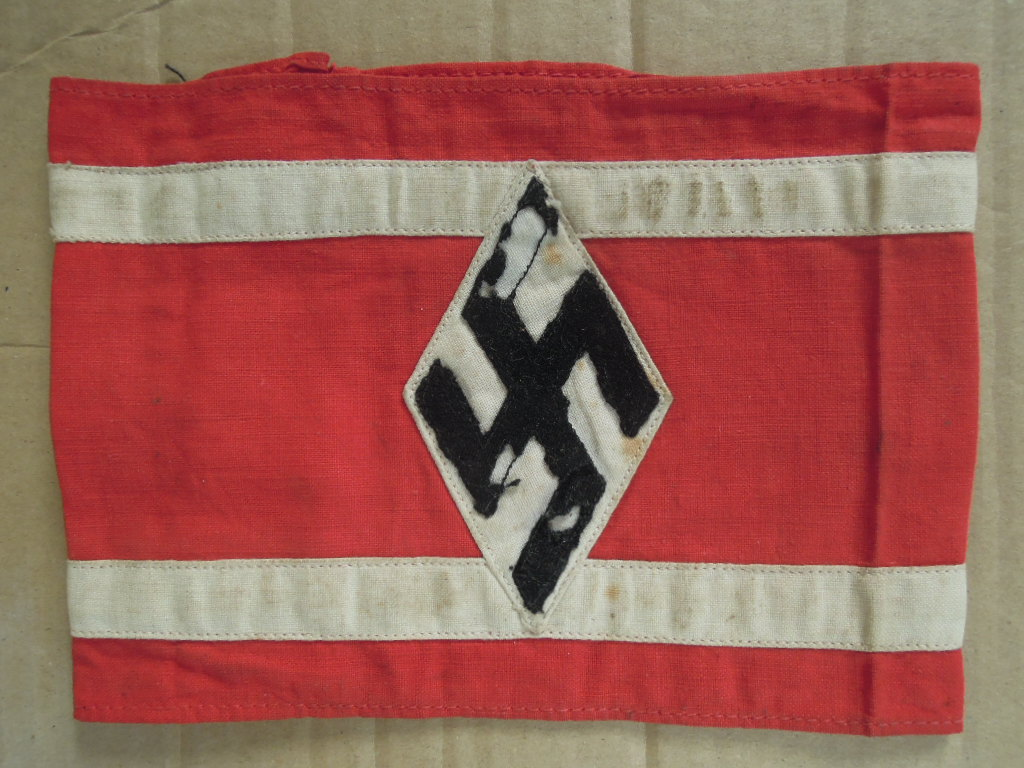
Brazalete de un estudiante.

Las tres primeras NPEA fueron fundadas en 1933 por el ministro de Educación Bernhard Rust en Plön, Potsdam y Köslin. Las escuelas respondieron directamente al Ministerio de Educación del Reich, en lugar de a un estado, como las escuelas regulares. A partir de 1936, las NPEA fueron subordinadas al Inspector de los Institutos Políticos Nacionales de Educación, el SS-Obergruppenführer August Heissmeyer. Desde agosto de 1940 en adelante, formaron parte del Hauptamt Dienststelle Heissmeyer, y se encontraban bajo la influencia directa de las SS, que las suministraban y apoyaban. El objetivo de las escuelas era capacitar a futuros líderes, y especialmente dada la influencia de las SS, se esperaba que los graduados eligieran una carrera en las SS o la policía. En 1941 había 30 NPEA con 6.000 alumnos matriculados en toda la Alemania nazi. Las escuelas Napola estaban segregadas por género, y solo existían unas pocas escuelas Napola exclusivas para niñas. En 1942, de las 33 escuelas de Napola que operaban, solo tres eran para niñas. Al final de la guerra en 1945, se contaban 43 escuelas Napola.

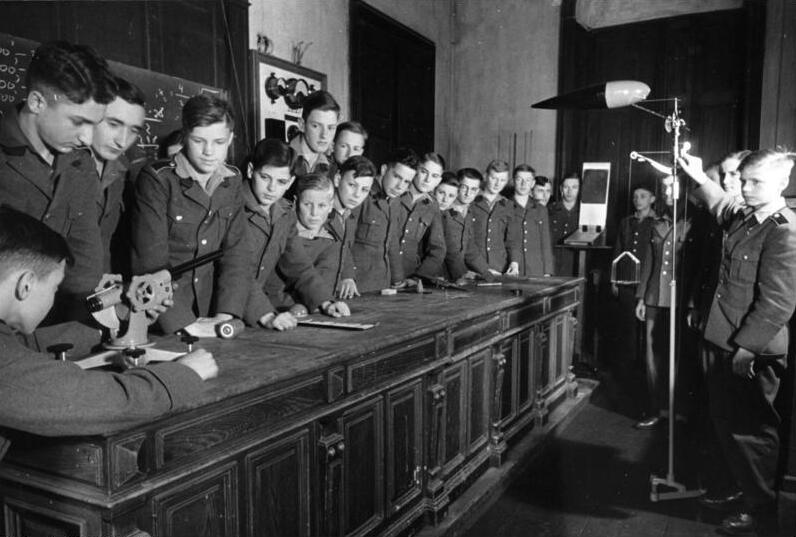
Estudiantes que asisten a una clase de física en una escuela Napola.

Para los niños de 10 a 14 años de edad, se usó el uniforme del Deutsches Jungvolk (Joven Pueblo Alemán). Para aquellos de 14 a 18 años de edad, en su lugar, se usó el uniforme de las Juventudes Hitlerianas. La estructura de rangos utilizada correspondió con la presente en estas dos organizaciones. Heissmeyer consideró la introducción de uniformes y rangos similares a los de las SS entre alumnos y maestros, pero finalmente mantuvo la estructura organizativa de la Juventud Hitleriana.
Debido a la naturaleza altamente militarista de la Alemania nazi, la vida en el NPEA estuvo dominada por la disciplina militar. Solo los niños y niñas considerados "racialmente impecables" fueron admitidos en los internados. Esto significó que no se aceptaron niños con deficiencia auditiva o visual. También se requería "inteligencia por encima del promedio", de modo que, para ser admitidos, los aspirantes debían completar unos exámenes de ingreso de 8 días de duración.
La vida de los niños en las Napola era altamente competitiva, incluso brutal. Era extremadamente difícil entrar y casi igual de difícil quedarse. Aproximadamente una quinta parte de todos los cadetes no cumplieron con el nivel de exigencia requerido o fueron enviados a casa debido a las lesiones sufridas en accidentes de entrenamiento.
Las escuelas Napola eran intensamente políticas, y trabajaban deliberadamente para convertir a sus cadetes en fervientes creyentes en el régimen nazi y su ideología. Esto se refleja en el porcentaje del Jungmannen que finalmente ingresó en la SS: 13%, mucho más alto que el 1.8% en la población general alemana.
La cosmovisión nacionalsocialista fue considerada primordial en la educación Napola. Una creencia prominente entre los propios cadetes era la de Endsieg o la victoria final. Esto entró en juego cuando las fortunas de Alemania cayeron en una decadencia de la que nunca se recuperarían, y el liderazgo nazi rastrilló cada vez más el fondo del barril en busca de mano de obra. Los estudiantes privilegiados de las escuelas Napola se movilizaron en los últimos meses de la guerra para servir como infantería mal equipada y mínimamente entrenada pero altamente motivada. Armados con poco más que fanatismo ciego, aun así ofrecieron una resistencia feroz en muchas batallas en los últimos meses de la guerra. Las bajas entre ellos fueron extremadamente altas.

## Ubicación de las Napola
| Nr. | Ubicación                                 | Designación oficial                               | Reichsgau                           | Apertura        | Usos principales                                                       | Uso actual                                          |
| --- | ----------------------------------------- | ------------------------------------------------- | ----------------------------------- | --------------- | ---------------------------------------------------------------------- | --------------------------------------------------- |
| 1   | Plön                                      | NPEA Plön                                         | Schleswig-Holstein                  | 01.05.1933      | Staatliche Bildungsanstalt (Stabila) / Kadettenanstalt im Schloss Plön | Akademie für das Optikerhandwerk der Firma Fielmann |
| 2a  | Potsdam                                   | NPEA I Potsdam                                    | Mark Brandenburg                    | 26.05.1933      | Stabila, Kadettenanstalt                                               |                                                     |
| 2b  | Potsdam                                   | NPEA II Potsdamsches Großes Waisenhaus            | Mark Brandenburg                    | 1934–28.01.1938 | Großes Militärwaisenhaus                                               |                                                     |
| 3   | Köslin                                    | NPEA Köslin                                       | Pommern                             | 15.07.1933      | Stabila, Kadettenanstalt                                               |                                                     |
| 4   | Berlin-Spandau                            | NPEA Berlin-Spandau                               | Berlín                              | 30.01.1934      | Preußische Hochschule für Leibesübungen; Lehrerseminar                 |                                                     |
| 5   | Naumburg (Saale)                          | NPEA Naumburg                                     | Provinz Sachsen                     | 15.03.1934      | Stabila / königlich-preußischen Kadettenanstalt, Kösener Str.          |                                                     |
| 6   | Ilfeld                                    | NPEA Ilfeld                                       | Provinz Hannover / Provinz Sachsen  | 20.04.1934      | Klosterschule Ilfeld                                                   |                                                     |
| 7   | Wahlstatt                                 | NPEA Wahlstatt                                    | Schlesien                           | 09.04.1934      | Stabila (Kloster)                                                      |                                                     |
| 8   | Diez an der Lahn                          | NPEA Oranienstein                                 | Hessen-Nassau                       | 1934            | Kadettenanstalt/Realgymnasium/Schloss                                  |                                                     |
| 9   | Stuhm                                     | NPEA Stuhm                                        | Ostpreußen/Danzig-Westpreußen       | 01.10.1934      | Kaserne                                                                | Krankenhaus                                         |
| 10  | Ballenstedt                               | NPEA Anhalt                                       | Anhalt                              | nach 1936       | Einziger Neubau einer NPEA                                             |                                                     |
| 11  | Klotzsche bei Dresden                     | NPEA Klotzsche                                    | Sachsen                             | 01.04.1934      | Landesschule am Tümmelsberg                                            |                                                     |
| 12  | Backnang                                  | NPEA Backnang                                     | Württemberg                         | 02.05.1934      | Lehrerseminar Backnang                                                 | Mörikeschule Backnang                               |
| 13  | Bensberg                                  | NPEA Bensberg                                     | Rheinprovinz                        | 01.06.1935      | ehem. preuß. Kadettenanstalt / Schloss Bensberg                        |                                                     |
| 14  | Schulpforta bei Naumburg (Saale)          | NPEA Schulpforta                                  | Provinz Sachsen                     | 01.07.1935      | „Landesschule zu Pforte“                                               |                                                     |
| 15  | Rottweil                                  | NPEA Rottweil                                     | Württemberg                         | 01.04.1936      | katholisches Lehrerseminar                                             |                                                     |
| 16  | Neuzelle                                  | NPEA Neuzelle                                     | Mark Brandenburg                    | 1934/1938       | Stift, Aufbauschule für Mädchen                                        |                                                     |
| 17  | Wien-Theresianum                          | NPEA Wien-Theresianum                             | Groß-Wien                           | 13.03.1939      | Akademie                                                               | Theresianum Wien                                    |
| 18  | Wien-Breitensee                           | NPEA Wien-Breitensee                              | Groß-Wien                           | 13.03.1939      | Bundeserziehungsanstalt                                                | Kommandogebäude Theodor Körner                      |
| 19  | Traiskirchen                              | NPEA Traiskirchen                                 | Niederdonau                         | 13.03.1939      | Bundeserziehungsanstalt                                                | Flüchtlingslager Traiskirchen                       |
| 20  | Ploschkowitz                              | NPEA Sudetenland                                  | Sudetenland                         | 10.10.1940      | Schloss                                                                |                                                     |
| 21  | Reisen                                    | NPEA Wartheland                                   | Warthegau                           | 1940            | Schloss                                                                |                                                     |
| 22  | Loben                                     | NPEA Loben                                        | (Ost-) Oberschlesien                | 01.04.1941      | Sprachheilschule                                                       |                                                     |
| 23  | Putbus                                    | NPEA Rügen                                        | Pommern                             | 01.09.1941      | Pädagogium Putbus (am Circus)                                          |                                                     |
| 24  | Reichenau                                 | NPEA Reichenau                                    | Baden                               | 1941            | psychiatrische Heil- und Pflegeanstalt                                 |                                                     |
| 25  | St. Wendel                                | NPEA St. Wendel                                   | Saarland                            | 01.09.1941      | Internatsschule der Steyler Mission                                    |                                                     |
| 26  | Weierhof                                  | NPEA am Donnersberg                               | Bayern (Saarpfalz)                  | 1941            | „Gau-Oberschule“                                                       | Gymnasium Weierhof mit Internat                     |
| 27  | St. Paul im Lavanttal                     | NPEA „Spanheim“ in Kärnten                        | Kärnten                             | 1941            | Benediktinerabtei Stift St. Paul                                       | Stiftsgymnasium St. Paul                            |
| 28  | Vorau; Göttweig (ab 1. September 1943)    | NPEA Vorau; NPEA Göttweig in Vorau; NPEA Göttweig | Steiermark; Niederdonau             | 01.1942         | Stift Vorau; Stift Göttweig                                            |                                                     |
| 29  | Seckau                                    | NPEA Seckau                                       | Steiermark                          | 1941            | Stift                                                                  |                                                     |
| 30  | Rufach                                    | NPEA Rufach                                       | Elsass                              | 10.1940         | Pflegeanstalt                                                          |                                                     |
| 31  | Haselünne                                 | NPEA Emsland                                      | Provinz Hannover                    | 17.10.1941      | Klosterschule der Ursulinen                                            |                                                     |
| 32  | Neubeuern                                 | NPEA Neubeuern                                    | Bayern                              | 05.1942         | Schloss und Landschulheim                                              |                                                     |
| 33  | St. Veit an der Save (heute: Šentvid)     | NPEA St. Veit                                     | Slowenien                           | 07.1942         | früher Priesterseminar                                                 | Bischöfliches Gymnasium                             |
| 34  | Mockritz                                  | NPEA Mokritz                                      | Steiermark jetzt Mokrice, Slowenien | 1942            | Schloss                                                                |                                                     |
| 35  | Achern                                    | NPEA Achern                                       | Baden                               | 08.1943         | Heil- und Pflegeanstalt Illenau                                        |                                                     |
| 36  | Kuttenberg (Kutna Hora)                   | NPEA Böhmen                                       | Reichsprotektorat Böhmen und Mähren | 22.04.1944      | Jesuitenkolleg und Kaserne                                             |                                                     |
| 37  | Raudnitz an der Elbe (Roudnice nad Labem) | NPEA Raudnitz                                     | Reichsprotektorat Böhmen und Mähren | 07.1944         | Schloss Raudnitz                                                       |                                                     |
| 38  | Lambach                                   |                                                   | Oberdonau                           | 1941            | Benediktinerabtei, Stift Lambach                                       | Realgymnasium Lambach                               |

## Cine
En 2004 se rodó una película sobre esta institución llamada Napola (en alemán Napola — Elite für den Führer). Esta película narra la historia de Friedrich, un joven  boxeador excepcional al que le ofrecen la oportunidad de ingresar en una Napola. Ante la oposición de su padre, se escapa de casa, aunque luego se arrepentirá, pues no sabe qué es realmente una Napola. La definición denotativa de Napola es escuela de adoctrinamiento político y nacionalista.